# Cynipidae
I Cinipidi (Cynipidae Latreille, 1802) sono una famiglia di insetti dell'ordine degli Imenotteri.
Il genere principale della famiglia è Cynips, da cui essa stessa prende il nome.

## Descrizione
L'adulto, nelle varie specie, è di dimensioni che possono andare dai 2 ai 7 mm di lunghezza; è però arduo identificare l'insetto nell'ambiente, compito che riesce molto più facile con la galla prodotta dalla larva, il cui aspetto è diverso da specie a specie.

## Biologia
Le uova vengono depositate dalla femmina direttamente nel tessuto vegetale; la formazione delle galle è dovuta sia alle sostanze prodotte dalla larva, sia a quelle generate durante la deposizione delle uova.
Gli insetti di questa famiglia sono fitofagi, e sono noti per causare la formazione di noci di galla, parassitando in particolar modo le querce.

Alcuni tipi di galle
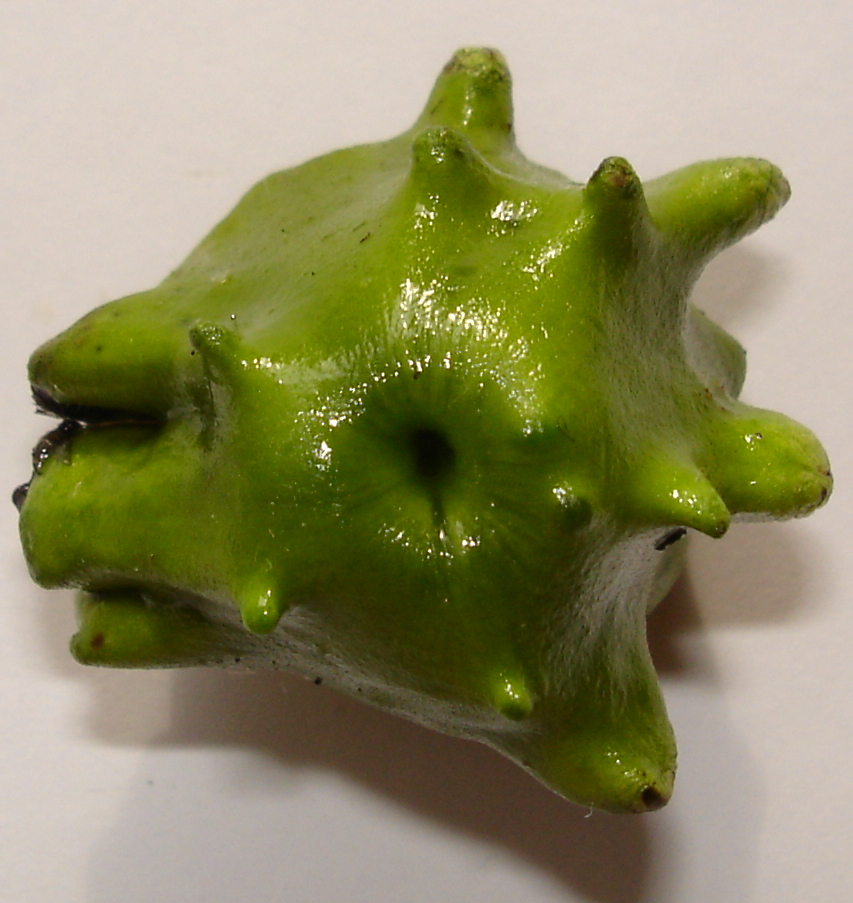
Andricus quercuscalicis
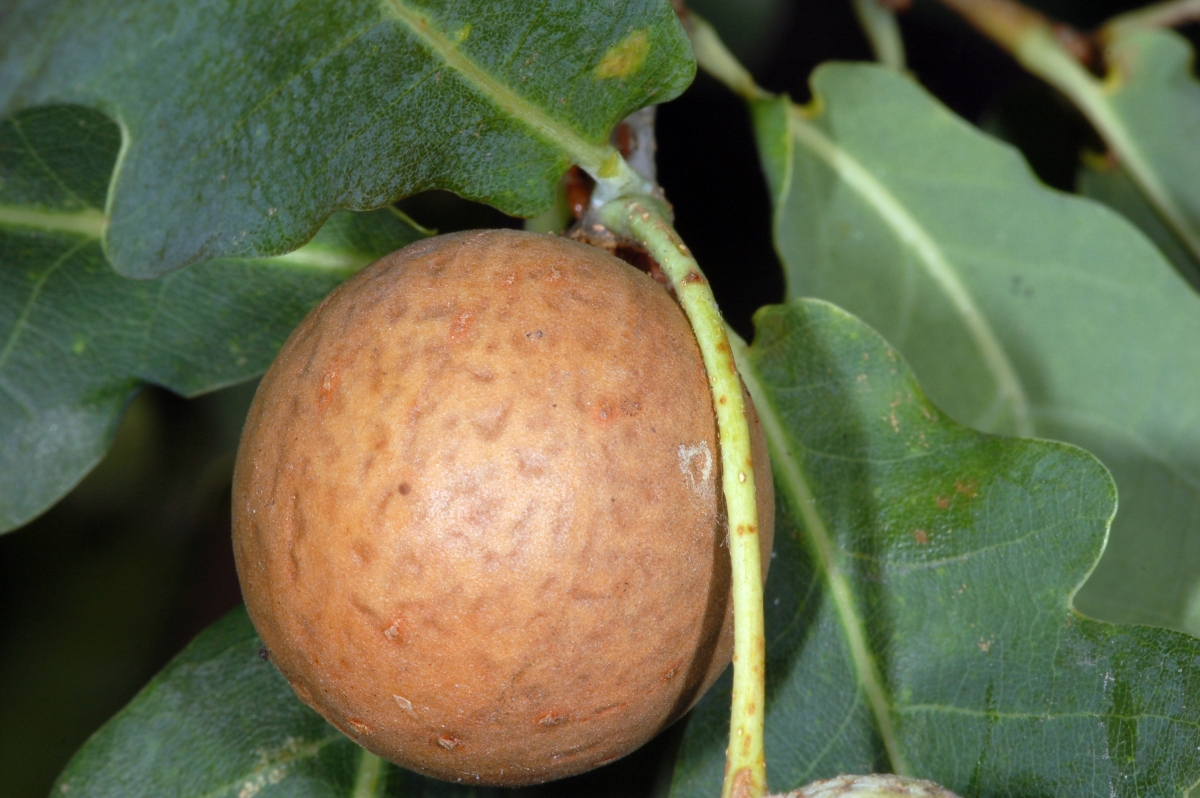
Andricus kollari
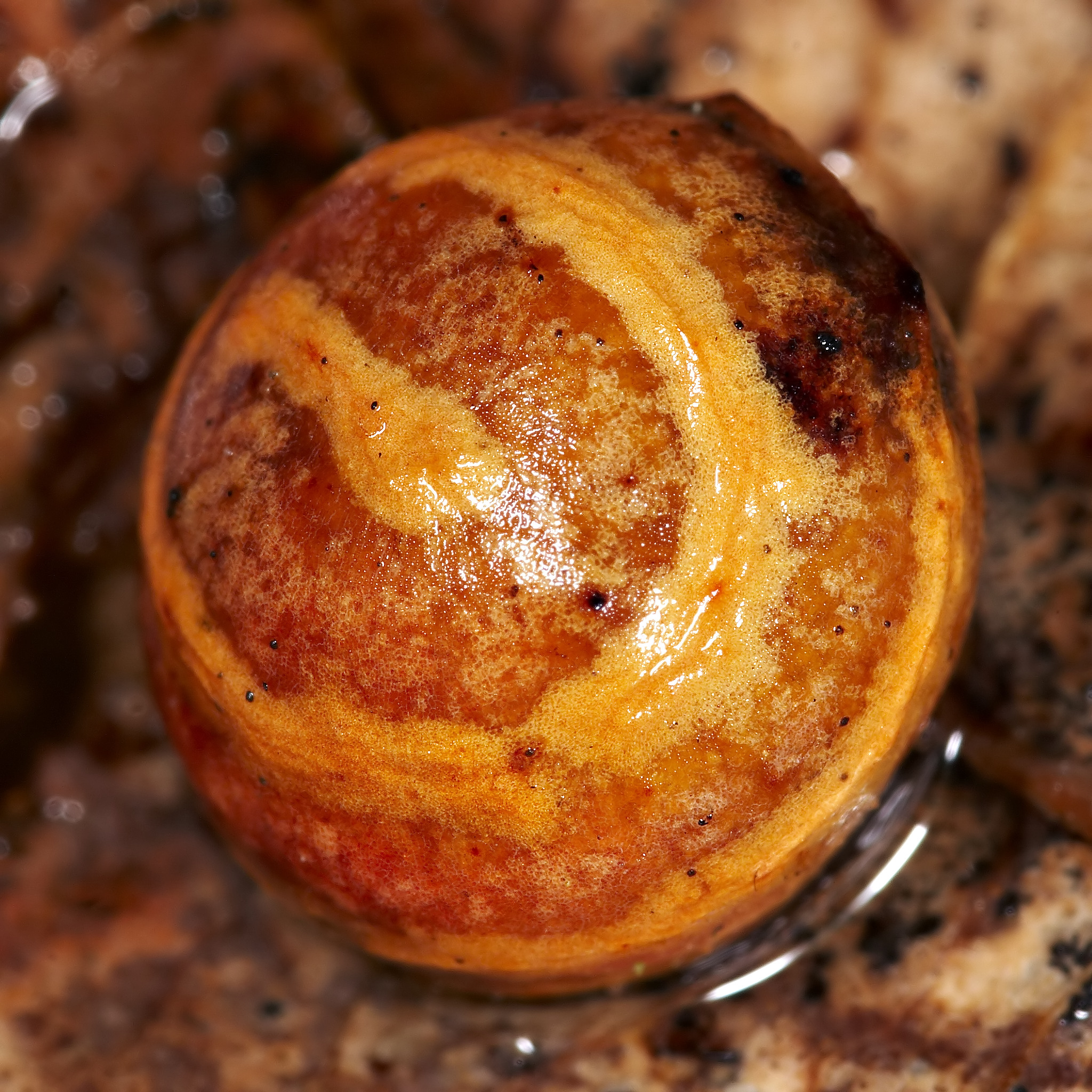
Cynips longiventris
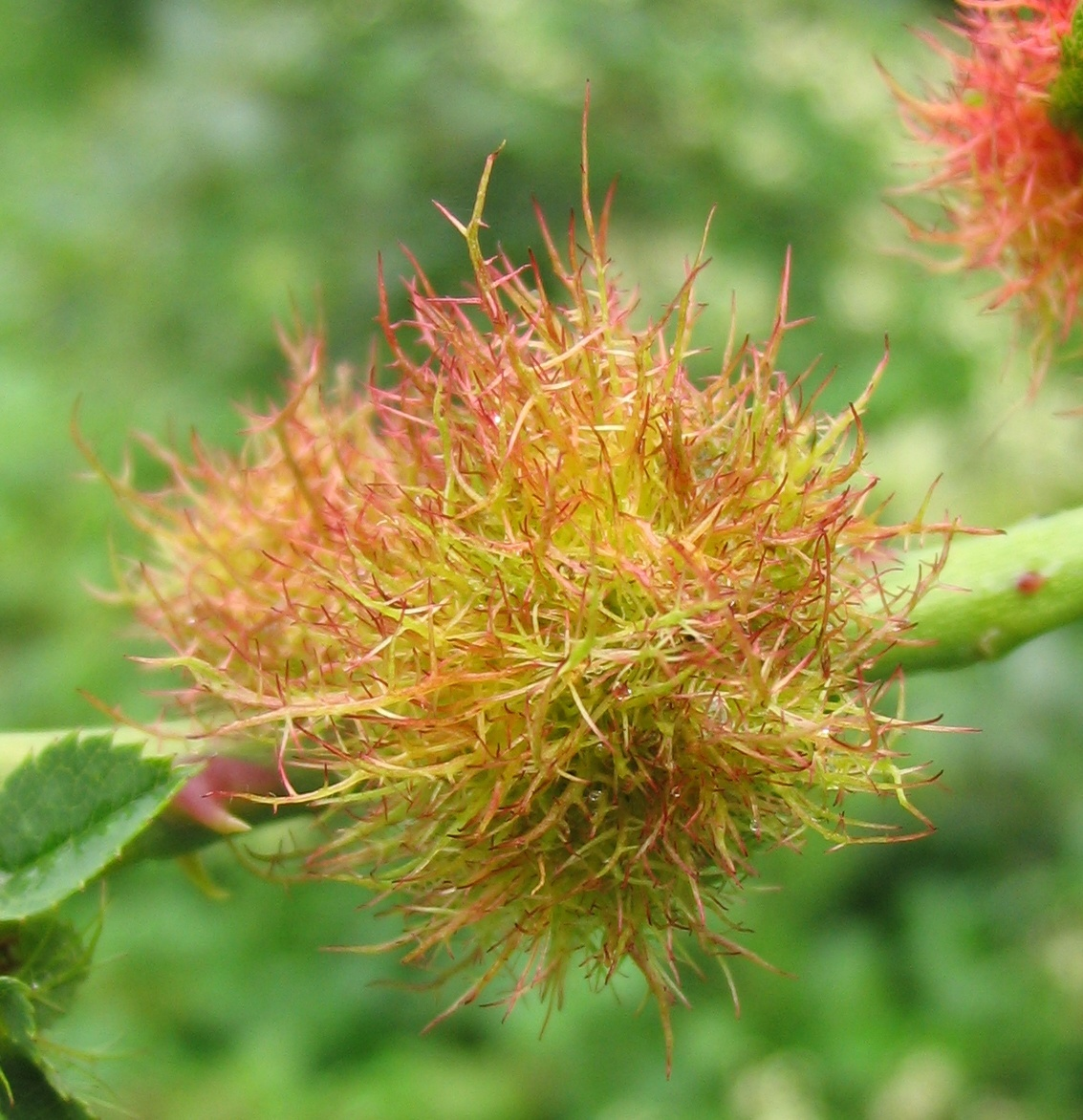
Diplolepis rosae
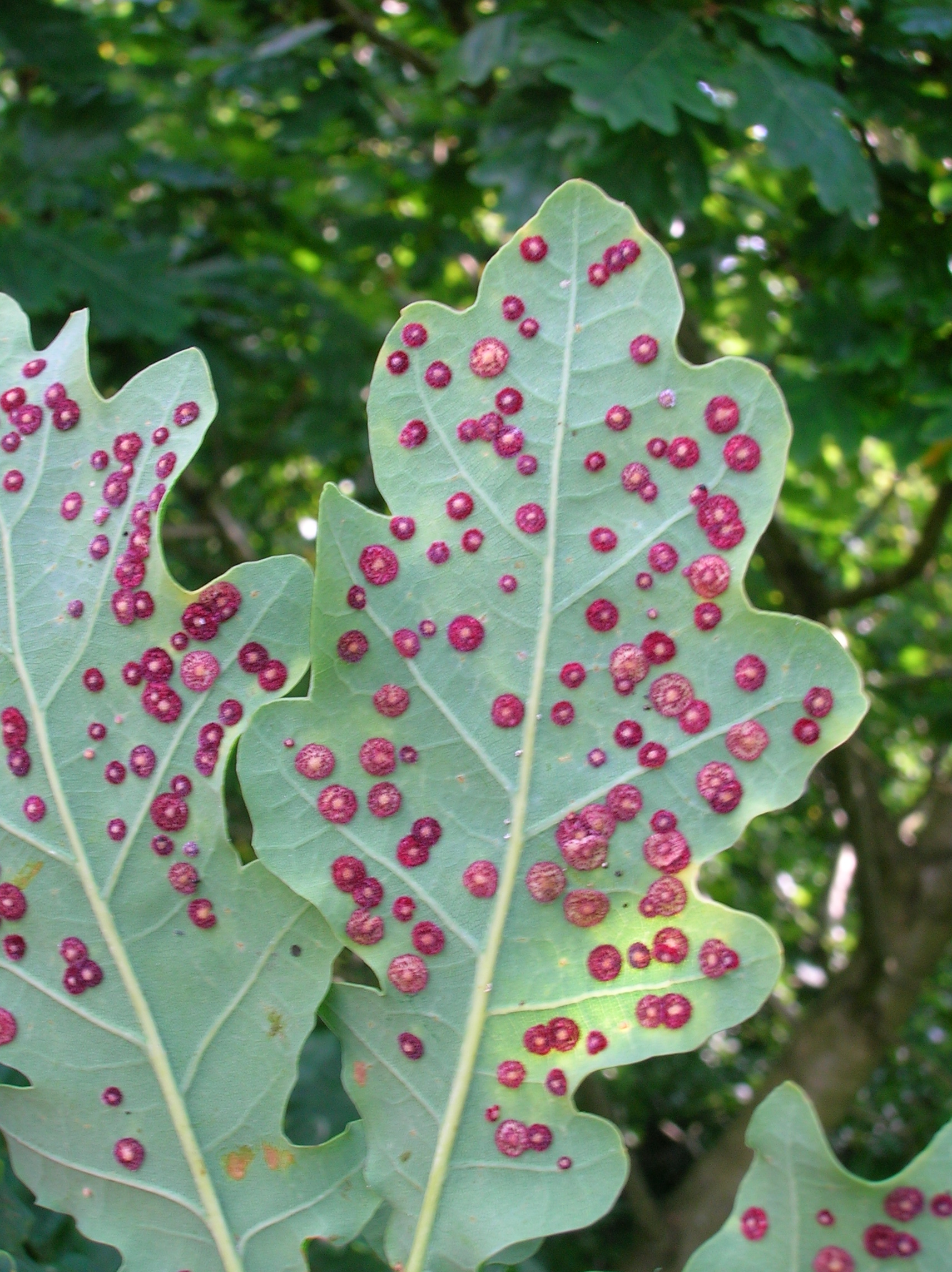
Neuroterus quercusbaccarum

## Distribuzione e habitat
La famiglia è distribuita prevalentemente nell'emisfero settentrionale: la quasi totalità delle circa 1300 specie descritte ha un areale olartico, con l'eccezione di alcune specie presenti in Sud America e dei generi Qwaqwaia, Rhoophilus e Phanacis diffusi in Sudafrica.

## Tassonomia

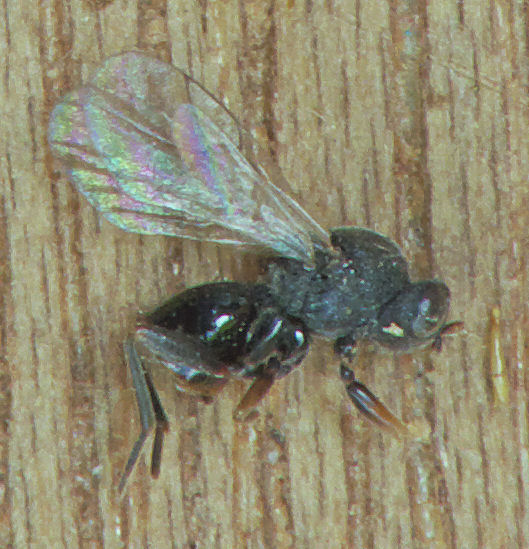
Andricus kollari

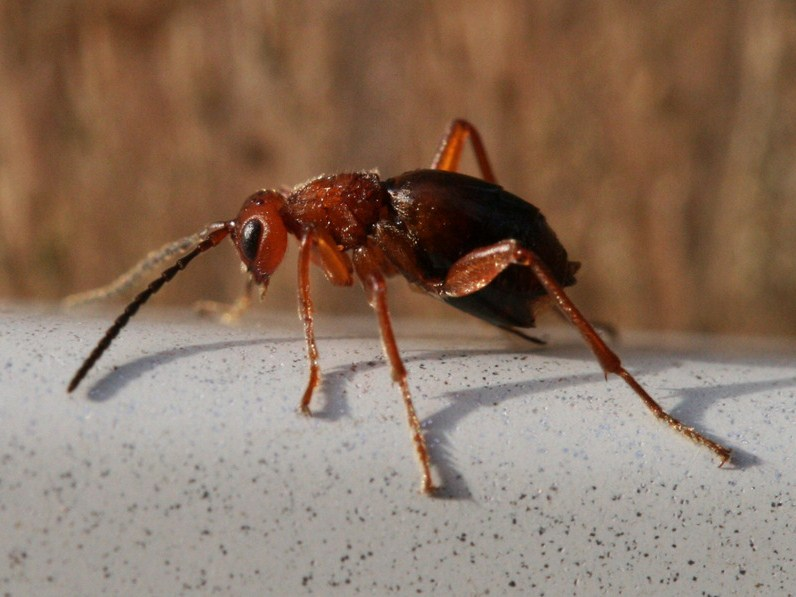
Biorhiza pallida

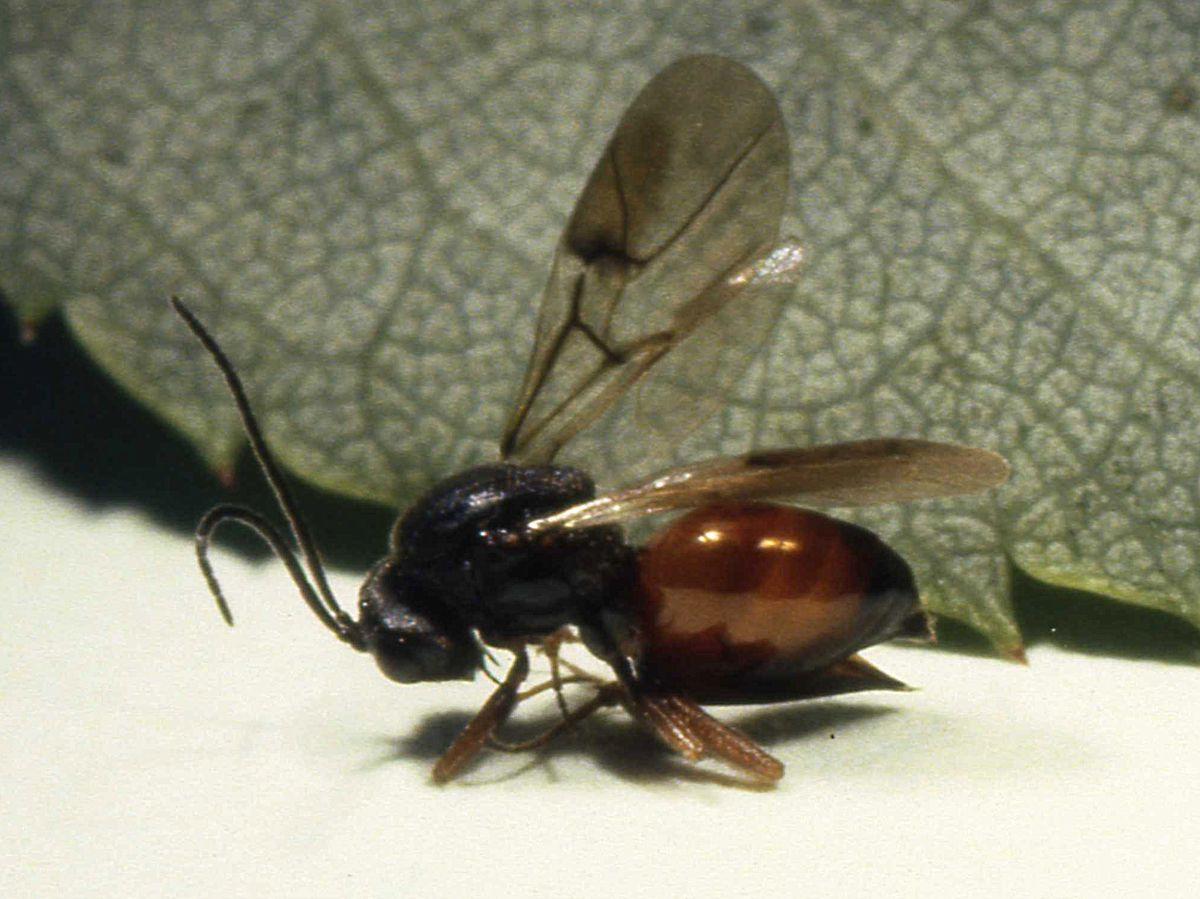
Diplolepis rosae

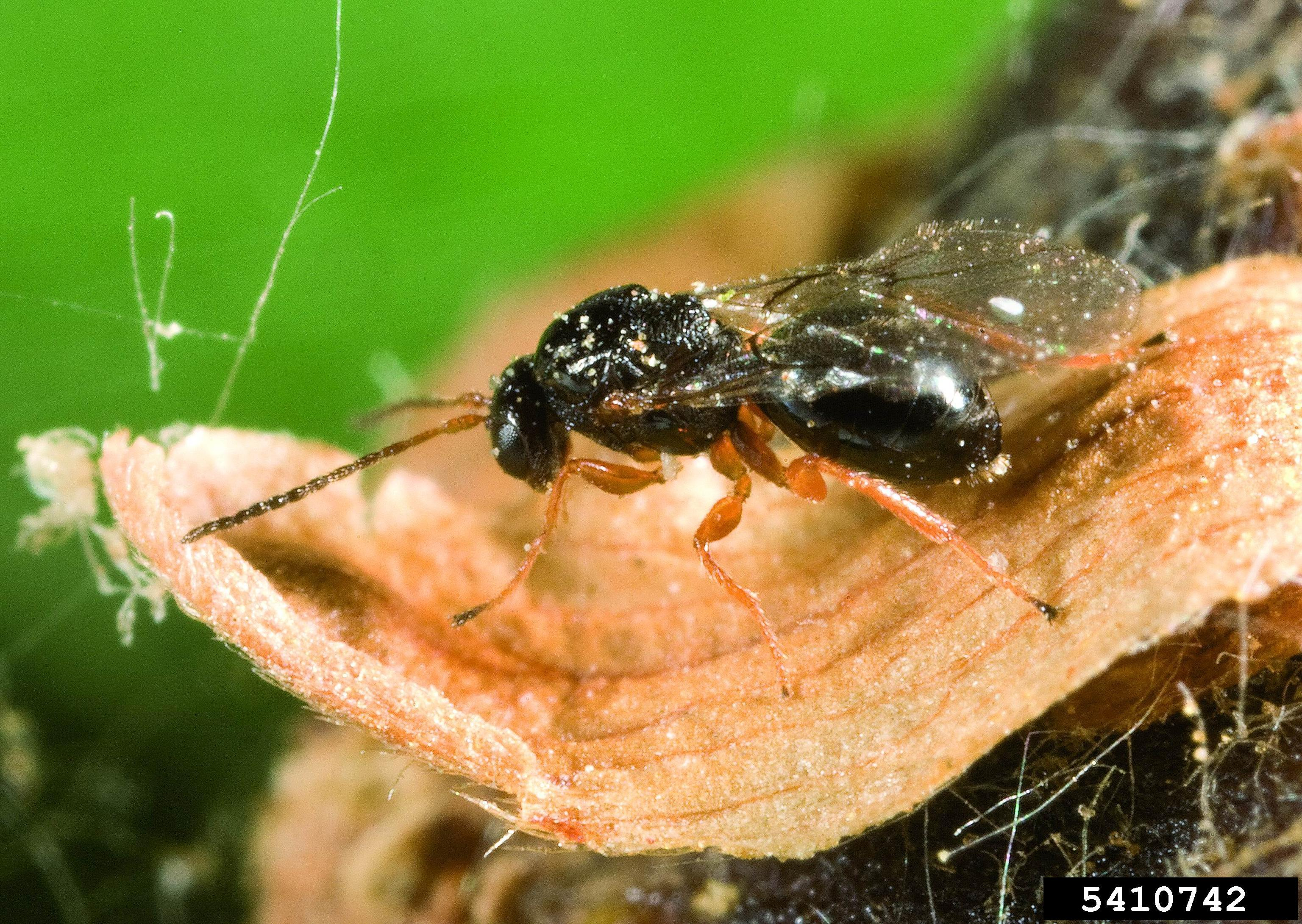
Dryocosmus kuriphilus

La famiglia comprende i seguenti generi:
- Acraspis
- Amphibolips
- Andricus
- Aphelonyx
- Atrusca
- Aulacidea
- Aylax
- Barbotinia
- Belonocnema
- Biorhiza
- Callirhytis
- Cecinothofagus Nieves-Aldrey & Liljeblad, 2009[6]
- Ceroptres
- Chilaspis
- Cyclocynips Melika, Tang, & Sinclair, 2013[7]
- Cynips Linnaeus, 1758
- Diastrophus
- Diplolepis
- Disholcaspis
- Dryocosmus Giraud, 1859
- Eschatocerus
- Eumayria
- Hedickiana
- Heteroecus
- Iraella
- Isocolus
- Liebelia
- Liposthenes
- Loxaulus
- Neaylax
- Neuroterus
- Odontocynips
- Paraulax Kieffer, 1904
- Pediaspis
- Periclistus
- Phanacis Förster, 1860
- Philonix
- Plagiotrochus
- Pseudoneuroterus
- Qwaqwaia Liljeblad, Nieves-Aldrey & Melika, 2011[5]
- Rhoophilus Mayr, 1881
- Synergus
- Synophromorpha
- Synophrus
- Timaspis
- Trichagalma
- Trigonaspis
- Xestophanes